# گلینگاک
گلینگاک (به لهستانی:  Gliniak) یک روستا در لهستان است که در گمینا مینگسک مازوویتسکی واقع شده‌است.
 گلینگاک  ۳۲۰ نفر جمعیت دارد.